# Caitlin Thompson
Caitlin Thompson (ur. 2 marca 1987) – amerykańska szablistka, złota medalistka mistrzostw świata.
W 2004 roku zdobyła złoto indywidualnie wśród kadetek oraz drużynowo na mistrzostwach świata juniorów w Płowdiwie. Ponadto zdobyła drużynowo złoty medal na mistrzostwach świata juniorów w Linzu w 2005 roku.
Podczas mistrzostw świata w Lipsku w 2005 roku Amerykanki w składzie: Sada Jacobson, Caitlin Thompson, Rebecca Ward i Mariel Zagunis zdobyły drużynowo złoty medal. W rywalizacji indywidualnej zajęła tam 26. miejsce.
Nigdy nie wzięła udziału w igrzyskach olimpijskich.